# リック・ジェームス

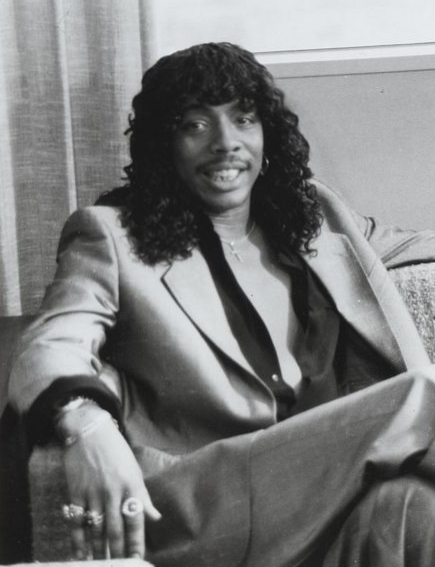
リック・ジェームス

リック・ジェームス（Rick James, 1948年2月1日 - 2004年8月6日）は、アメリカ合衆国のファンクミュージシャン、ベーシスト、作曲家、音楽プロデューサー。プリンスやロジャーとともに、1980年代のソウル、ファンク・シーンを牽引した。本名はジェームス・アンブローズ・ジョンソン・ジュニア（James Ambrose Johnson Jr.）。

## バイオグラフィ
ニューヨーク州バッファローのスラム街で私生児として生まれる。15歳で海兵隊に入隊したもののわずか３日で脱走してカナダに逃亡する。ゲットーを彷徨した後、カナダでニール・ヤングがメンバーだったマイナー・バーズに在籍。だが、20代の間は、ついに成功をつかめなかった。1978年になり、やっとモータウンから「ユー・アンド・アイ」のヒット曲を発表する。さらに80年代になると、ファンククラシックの一つ「スーパー・フリーク」（M.C.ハマーの"U Can't Touch This"のサンプル元となる）を含むアルバムStreet Songsを1981年にリリースした 。一挙にスターダムに駆け上る。同時にプロデュース業でも才覚を見せ、ティーナ・マリー、メリー・ジェーン・ガールズ、ヴァル・ヤング、プロセス＆ドゥー・ラグズ等のアーティストを育て上げた。さらに俳優のエディ・マーフィに「パーティー・オール・ザ・タイム」のヒット曲を提供した。

1980年代からラジオDJにマリファナを配るなど、型破りな行動が伝えられていた。1990年代に入るとさらにドラッグなどのスキャンダルが増え（1993年には週7000ドル分のドラッグを5年間にわたり使用し続けたことを認めた）、刑務所に収監され、民事訴訟で200万ドルの支払いを命じられた。1997年にはツアー中に脳卒中に見舞われている。
2004年8月6日、彼がロサンゼルスの自宅で呼吸不全による心不全により死亡しているのが見つかった。糖尿病を始めとする様々な病気を併発し、健康状態も極度に悪化していたと見られ、血中からはコカインや睡眠薬等9種類もの薬物が検出された。56歳没。遺体はバッファローのフォレストローン墓地に埋葬された。

## ディスコグラフィ
- Come Get It! (1978年)
- Bustin' Out of L Seven (1979年)
- Fire It Up (1979年)
- Garden of Love (1980年)
- Street Songs (1981年)
- Throwin' Down (1982年)
- Cold Blooded (1983年)
- Reflections (1984年)
- Glow (1985年)
- The Flag (1986年)
- Wonderful (1988年)
- Urban Rapsody (1997年)
- Deeper Still (2007年)

## 楽曲提供
- I'm A Sucker of Your Love - ティーナ・マリー(1979)
- de ja vu - ティーナ・マリー(1979)
- In My House  - メリージェーン・ガールズ(1985)
- Party All The Time - エディ・マーフィ(1985)
- U Can't Touch This ‐ MCハマー(1990)「Super Freak」のサンプリング